# Acrosternum marginatum
Acrosternum marginatum är en insektsart som först beskrevs av Palisot 1811.  Acrosternum marginatum ingår i släktet Acrosternum och familjen bärfisar. Inga underarter finns listade i Catalogue of Life.